# 大堂

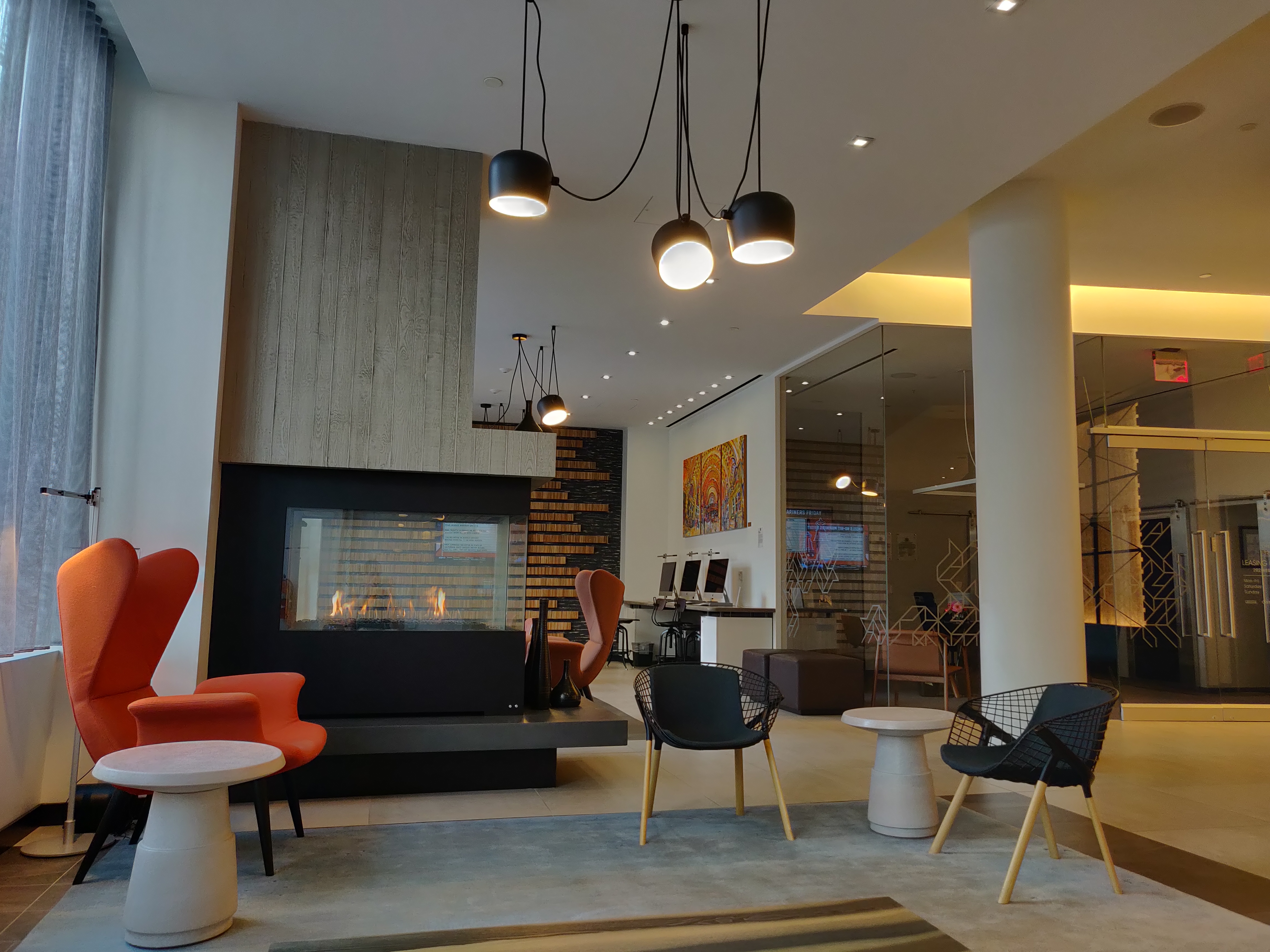
一栋当代公寓楼的大堂

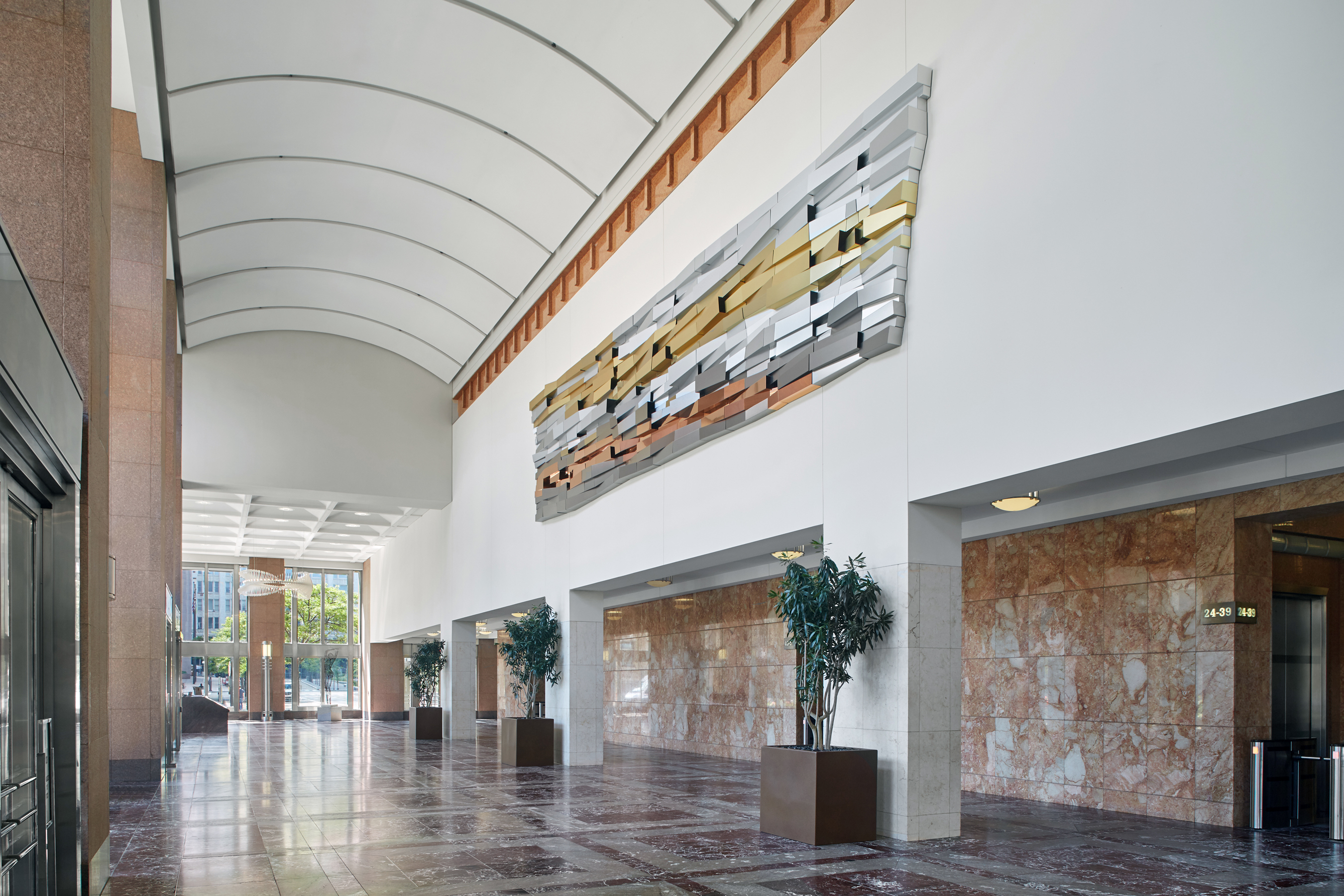
美国克利夫兰鑰匙大樓的大堂

大堂（英語：lobby），又称前厅、大厅，是酒店或其他大型建筑中靠近入口的区域，通常有走廊和楼梯连接。